# Roy H. Wagner
Roy Henry Wagner III (* 12. Januar 1947) ist ein US-amerikanischer Kameramann.

## Leben
Bereits als Kind und während seiner Zeit am College war Roy H. Wagner von der Kameraarbeit vieler Filme, wie Jacques Tatis Mein Onkel oder Charles Langs an The Ghost Breakers, einer Komödie mit Bob Hope, interessiert und fasziniert. Er rief meist daraufhin einfach die Kameramänner seiner Lieblingsfilme an und bat sie, sich mit ihnen zu treffen, um sich über ihre Arbeit zu unterhalten. Sein enormes Interesse und sein Wille, so viel wie möglich zu lernen, fand so großen Anklang, dass sich einige renommierte Kameramänner wie Harry Stradling Sr., Joseph Ruttenberg, George J. Folsey und James Wong Howe sowie viele weitere mit ihm anfreundeten und ihm als Mentor zur Seite standen.
So war es Harry Stradling, der ihn Ende der 1960er Jahre als Assistent in Filmen wie Funny Girl und Hello, Dolly! zu ersten praktischen Erfahrungen verhalf. Anschließend verdingte sich Wagner anschließend als Kameraassistent und erst 1985 konnte er mit Die 9 Leben der Ninja seine erste eigenständige Kameraarbeit aufweisen. Die darauffolgenden Jahre arbeitete Wagner anschließend sowohl für Kino- als auch für Fernsehproduktionen. So führte er in Filmen wie Nightmare III – Freddy Krueger lebt und Drop Zone und Serien wie Zurück in die Vergangenheit und Burn Notice die Kamera.
Er ist der Bruder des Kameramanns John Wagner, mit dem er in Filmen wie Die Abservierer und Gegen die Zeit sowie Serien wie Sechs unter einem Dach und Dr. House zusammengearbeitet hat.
Roy H. Wagner ist Mitglied der American Society of Cinematographers.

## Filmografie (Auswahl)
| - 1968: Funny Girl (Kameraassistent, im Abspann unerwähnt) - 1969: Hello, Dolly! (Kameraassistent, im Abspann unerwähnt) - 1985: Die 9 Leben der Ninja (Nine Deaths of the Ninja) - 1986: Witchboard – Die Hexenfalle (Witchboard) - 1987: Nightmare III – Freddy Krueger lebt (A Nightmare on Elm Street 3: Dream Warriors) - 1987: Return to Horror High - 1988: Inferno auf Rampe 7 (Disaster at Silo 7) - 1991: Der lange Weg ins Leben (Broken Cord) - 1993: Die Abservierer (Another Stakeout) - 1994: Drop Zone - 1995: Gegen die Zeit (Nick of Time) - 1997: The Pest – Jagd auf das Chamäleon (The Pest) - 2000: Die Wahrheit über Engel (A Rumor of Angels) - 2002: Mein Partner mit der kalten Schnauze 3 (K-9: P.I.) - 2007: Ein Duke kommt selten allein – Wie alles begann (The Dukes of Hazzard: The Beginning) - 2007: Bachelor Party 2: The Last Temptation - 2009: Blood and Bone | - 1987: Die Schöne und das Biest (Beauty and the Beast) (5 Episoden) - 1989: Zurück in die Vergangenheit (Quantum Leap) (6 Episoden) - 1992: 2000 Malibu Road (5 Episoden) - 1992: L.A. Machine (9 Episoden) - 1995–1996: Party of Five (5 Episoden) - 1997: Gun – Kaliber 45 (Gun) (7 Episoden) - 1997–1999: Cracker (16 Episoden) - 1999: Sechs unter einem Dach (Get Real) (22 Episoden) - 2000–2001: CSI: Den Tätern auf der Spur (CSI: Crime Scene Investigation) (9 Episoden) - 2005–2006: Dr. House (House) (35 Episoden) - 2007: Burn Notice (12 Episoden) - 2007: Kidnapped – 13 Tage Hoffnung (Kidnapped) (7 Episoden) - 2009: The Beast (12 Episoden) - 2009: The Unusuals (10 Episoden) - 2010: Make It or Break It (10 Episoden) |

## Auszeichnungen
- Emmy
  - 1988: Outstanding Cinematography for a Series – Die Schöne und das Biest
  - 1989: Outstanding Cinematography for a Series – Zurück in die Vergangenheit
  - 1989: Outstanding Cinematography for a Miniseries or a Special – Inferno auf Rampe 7 (nominiert)
  - 1997: Outstanding Cinematography for a Series – Gun – Kaliber 45 (nominiert)